# Francisca Rodrigues Costa
Francisca Rodrigues Costa (Monsenhor Tabosa, 6 de setembro de 1968 - 7 de junho de 2016) foi uma atleta brasileira da modalidade do Jogo de Damas na variante brasileira. Conquistou o título de campeã do Campeonato Brasileiro Feminino de Jogo de Damas de 64 casas, em 2006, na cidade de São Paulo.

## Biografia
Francisca Rodrigues Costa era conhecida como Bibi pelos atletas da modalidade. Seus pais Terezinha Rodrigues Costa e Gerardo Rodrigues Costa tiveram 13 filhos. Aprendeu a modalidade jogando com os irmãos e amigos. Com o amigo Erivaldo Queiroz aprendeu algumas lições, letras do alfabeto para fazer as anotações das partidas e algumas estratégias de partidas finais. Este também a "apresentou ao Mestre Internacional (MI) Francisco Marcelo Araújo Oliveira, campeão brasileiro de 64 casas, tendo este contribuído com a ida dela para São Paulo com o intuito de jogar Damas".

## Carreira
A atleta conquistou diversos títulos nas equipes mistas da modalidade, nos Jogos Regionais e Jogos Abertos Horácio Baby Barioni do Interior de São Paulo. Destaca-se sua participação na equipe de Piracicaba, considera de alto nível técnico na modalidade, na qual atuou junto a atletas de alto rendimento, como o campeão brasileiro Gregório Emanuel Jadão Alcântara e o russo GMI Alexander Shvartsman.
O Campeonato Brasileiro Feminino de Jogo de Damas de 64 casas teve seis edições, mas Bibi não participou da primeira, ficando entre as três primeiras colocações nas que participou, o que coloca em evidência sua qualidade técnica no Jogo de Damas de 64 casas. Na segunda edição desse evento, em São Paulo, participaram 11 atletas, e Bibi dividiu o título com Priscila Leal porque não houve a final do Campeonato.  Com este título, Bibi se tornou a primeira e única campeã nordestina.